# هربرت ديكسون
هربرت ديكسون (بالإنجليزية: Herbert Dixon)‏ هو شخصية أعمال وسياسي أمريكي، ولد في 29 يوليو 1949 في الإسكندرية في الولايات المتحدة. حزبياً، نشط في الحزب الديمقراطي. وقد انتخب عضو مجلس نواب لويزيانا.